# Pittsburg, Shawmut and Northern Railroad
 (janvier 2022).
Si vous disposez d'ouvrages ou d'articles de référence ou si vous connaissez des sites web de qualité traitant du thème abordé ici, merci de compléter l'article en donnant les références utiles à sa vérifiabilité et en les liant à la section « Notes et références ».
Le Pittsburg, Shawmut and Northern Railroad (sigle de l'AAR: PSN) aussi connu sous le nom de Shawmut Line, était un chemin de fer américain de classe I qui exploitait un service mixte dans le centre de la Pennsylvanie et l'ouest de l'État de New York. Il connut des problèmes financiers durant toute son existence. Il se déclara en banqueroute après 6 ans d'exploitation. Il demeura ensuite en redressement judiciaire durant 42 ans jusqu'à la fin de son existence, ce qui constitua l'une des plus longues banqueroutes de l'histoire des chemins de fer des États-Unis.

## Préambule
Le Pittsburg, Shawmut and Northern Railroad (PS&N) est souvent confondu avec le Pittsburg and Shawmut Railroad qui fut créé en 1916 à partir d'une filiale du PS&N. Ils avaient le même surnom, Shawmut Line, opéraient dans la même zone géographique, et utilisaient pratiquement les mêmes logos. Mais ces compagnies étaient totalement indépendantes depuis la scission de 1916.
« Pittsburg », dans le nom officiel de la compagnie déposé en 1899, est orthographié sans “h”. En effet, le gouvernement des États-Unis dans son effort de standardisation des orthographes des noms de lieux, décida de transformer Pittsburgh en Pittsburg en 1891. Mais face aux protestations des citoyens, Pittsburgh retrouva son orthographe d'origine en 1911.

## Histoire

### La constitution de la Shawmut Line
Le Pittsburg, Shawmut and Northern Railroad commença son existence le 2 août 1899 à la suite de la fusion de cinq petites compagnies en difficultés financières situées en Pennsylvanie et dans l'État de New York. Les lignes initialement construites à l'écartement étroit, avaient été progressivement portées à l'écartement standard, de sorte que lors de l'apparition du PS&N, le réseau long de 97 km, ne comptait plus que 19 km de voies à écartement étroit. Cependant, le réseau était constitué de 4 divisions non raccordées les unes aux autres, ce qui constituait un handicap pour cette compagnie dont le but était d'acheminer du charbon extrait des mines de Pennsylvanie vers les régions de Buffalo, Rochester et New York City.
Dès sa création, le PS&N loua le Clarion River Railroad qui reliait Croyland à Halton, Pennsylvanie. La location dura jusqu'au 31 juillet 1926, date à laquelle il fut vendu.
Le poids des dépenses engagées pour passer de l'écartement étroit à l'écartement standard en 1903, ainsi que pour relier les 4 divisions de son réseau, couplé à la faiblesse du transport de charbon, entrainèrent la banqueroute de la compagnie en 1905. Il fut placé en redressement judiciaire durant 42 ans, jusqu'en 1947 ; ce fut l'un des plus longs de l'histoire des chemins de fer du pays.
Dans la même région, le Brookville & Mahoning Railroad fut créé le 21 juillet 1903 pour relier Brockway, Pennsylvanie à Freeport. Pour éviter une confusion avec le Boston and Maine Railroad, il fut rebaptisé Pittsburg and Shawmut Railroad en 1909 ou 1916. Cette ligne très lucrative fut louée par le PS&N de 1906 à 1916; durant cette période les plus grosses locomotives du P&S, des classes 200 de type 2-8-2, circulaient sur les 2 réseaux.

### La partition de la Shawmut Line
Lorsque la location du P&S prit fin en 1916, l'administrateur judiciaire du PS&N, Frank Sullivan Smith, décida de séparer l'exploitation de ces 2 compagnies. Le réseau sud, appartenant au P&S gagnait de l'argent, alors que le nord, aux mains du PS&N en banqueroute, en perdait.
L'indépendance du P&S eut des conséquences désastreuses sur les finances du PS&N. Sur 70 wagons de charbon acheminés par le P&S, 60 allaient vers l'Erie Railroad, et seulement 10 vers le PS&N bien qu'il fût plus rapide que l'Erie.
Bien qu'il ne fut jamais prospère et en dépit de sa banqueroute, le Shawmut rénova ses lignes pour acheminer un tonnage croissant de charbon, et fit l'acquisition d'une flotte de locomotives à vapeur modernes. Cependant, son réseau modeste ne lui permettait pas de relier de grandes villes industrielles.
Vers la fin des années 1920, pour son service voyageur, le Shawmut acheta des automotrices propulsées au gaz connues sous le nom de "Hoodlebugs". Le service fut interrompu en 1935.
Le Shawmut employait jusqu'à 1300 personnes.
Après la seconde guerre mondiale, la demande de charbon diminua, en partie à cause des mouvements de grève dans les mines. Rien n'avait été fait pour améliorer les conditions de vie dans les villages miniers depuis qu'ils avaient été construits. Dans les villages de Force, Byrnedale, et Hollywood, qui appartenaient à la Shawmut Mining Company, les conditions étaient si déplorables qu'il fallait faire bouillir l'eau avant de la boire, tandis que les eaux usées se déversaient dans les rues causant des marais boueux. Les responsables ne voulaient rien changer sous prétexte que les mines devaient fermer d'ici 5 à 6 ans. L'administrateur John D. Dickson fut remplacé en novembre 1945 par Thomas C. Buchanan et Robert C. Sproul, Jr.
Le 4 mars 1947, le PS&N, la Shawmut Mining Company, le Kersey Railroad et la Kersey Mining Company furent vendus à Harry W. Findley de Carnegie au sud-ouest de Pittsburgh en Pennsylvanie pour    1 505 000 $. Le dernier train du Pittsburg, Shawmut & Northern Railroad circula le 1er avril 1947.

## Réseau
La ligne principale longue d'environ 306 km s'étendait de Brockway, Pennsylvanie à Wayland, New York, avec quelques embranchements dont Olean, New York et Hornell, New York.

## Les installations
Les principales installations étaient divisées entre Angelica, New York (entretien des wagons, ateliers peinture et maintenance des voies), et St. Marys, Pennsylvanie (atelier des machines à vapeur). Les deux installations brulèrent au cours de leurs existences et furent tour à tour rebâties.

### Source
- « PS&N Historical Society »